# 公立小野町地方綜合病院
公立小野町地方綜合病院（こうりつおのまちちほうそうごうびょういん）は、福島県田村郡小野町にある医療機関。小野町、田村市、平田村、川内村、いわき市の2市1町2村で構成される一部事務組合の公立小野町地方綜合病院企業団が運営する病院である。近隣地域の中核病院となっている。

## 診療科
- 内科
- 外科
- 泌尿器科
- 小児科
- 婦人科
- 眼科
- 耳鼻咽喉科
- 整形外科
- 麻酔科
- 皮膚科
- 形成外科
- リウマチ科

## 医療指定
- 保険医療機関
- 労災保険指定医療機関
- 結核指定医療機関
- 母体保護法指定医の配置されている医療機関
- 生活保護法指定医療機関
- 身体障害福祉法指定医の配置されている医療機関
- 小児慢性特定疾患治療研究事業委託医療機関
- 国民健康保険療養取扱機関
- 児童福祉法に基づく指定養育医療機関
- 母子保健法に基づく指定養育医療機関
- 老人健康法による指定
- 優生保護法による指定
- 精神衛生法による指定

## 交通
病院公式サイト中、アクセスおよび患者送迎バスも参照。
- 最寄り鉄道駅：JR磐越東線 小野新町駅。
- 最寄り高速道路インターチェンジ：磐越道 小野IC。